# 부에노스아이레스 대성당

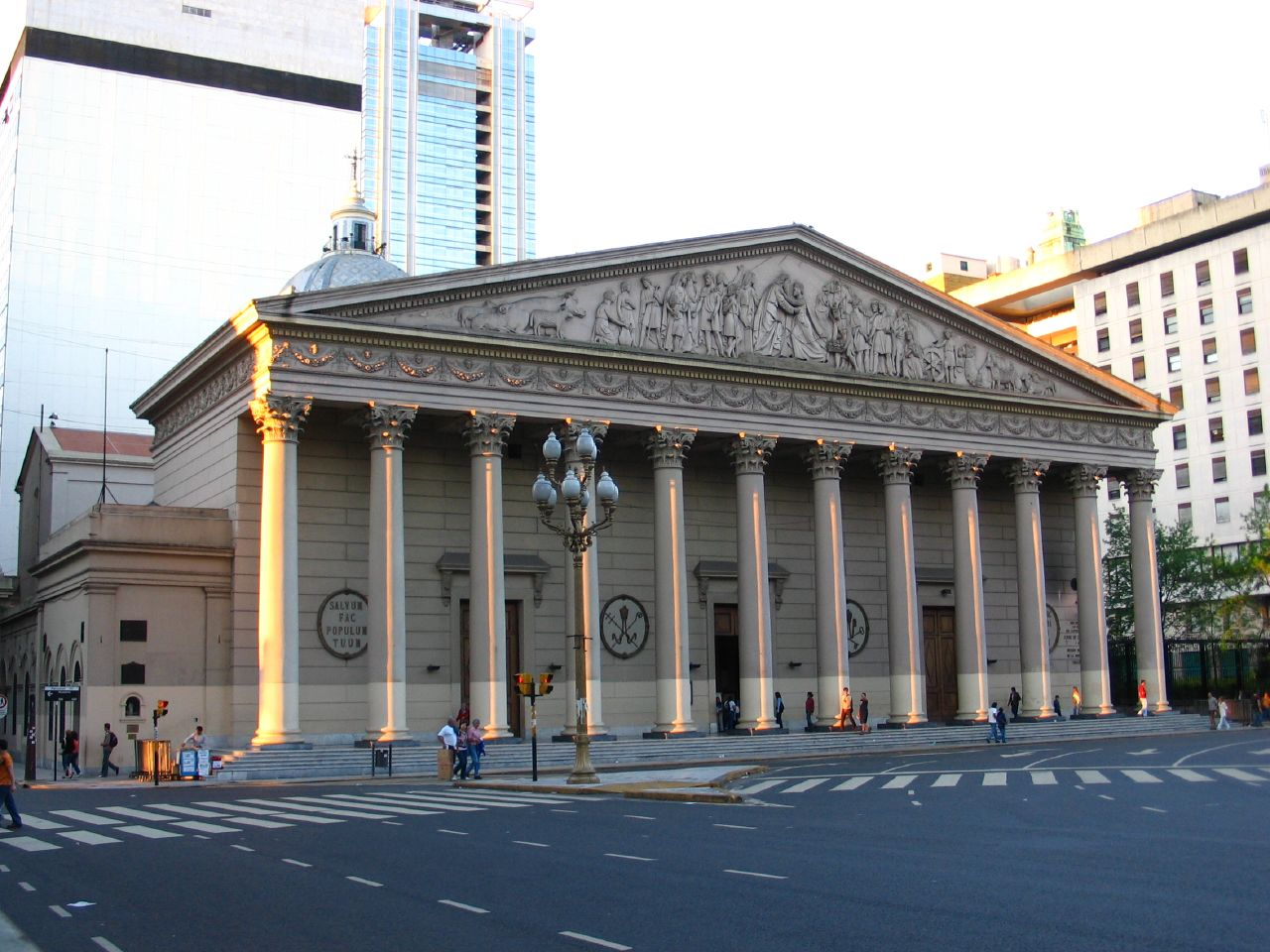
대성당의 중심 파사드. 종탑이 없는, 고전주의적 형태의 주랑 현관과 높은 돔을 지닌 모습을 하고 있다.

부에노스아이레스 대성당(스페인어: Catedral Metropolitana de Buenos Aires)은 아르헨티나의 부에노스아이레스에 있는 로마 가톨릭교회 성당이다. 시내 중심가에 있는 산니콜라스 인근의 산마르틴 거리와 리바다비아 거리의 모퉁이에 있는 마요 광장이 내려다 보이는 곳에 세워져 있다. 현재 부에노스아이레스 대교구의 대성당이다.
부에노스아이레스 대성당은 16세기에 작은 규모의 성당으로 처음 세워진 이래 수차례 증축되었다. 현재의 대성당 건물은 18세기의 신랑과 돔에다가 19세기의 신고전주의 양식의 종탑 없는 파사드를 혼합시킨 건축 형태를 띠고 있다. 내부에는 18세기의 귀중한 성상들과 제단화 뿐만 아니라 네오르네상스 및 네오바로크 양식의 장식물들이 풍부하다.

## 역사와 건축

### 기원
1580년 후안 데 가라이의 주도로 부에노스아이레스의 건설이 막바지에 이르렀을 무렵, 주 광장과 마주한 건물의 일부가 성당으로 배정되었다. 이 자리가 바로 오늘날 부에노스아이레스 대성당이 있는 자리인데, 현재 대성당은 이곳에 있었던 성당 건물들 가운데 마지막 건물이다.
성당 공사 당시, 이곳은 (오늘날 파라과이에 속한) 아순시온 교구의 관할 아래 있었다. 부에노스아이레스에 처음으로 세워진 주 성당은 나무와 어도비로 이루어진 수수한 형태로, 1605년 에르난도 아리아스 데 사아베드라 때에 완공되었다. 그러다가 1616년 성당이 붕괴될 조짐이 보이자 재건축되었는데, 일부 부분 공사는 1618년경에 이르러서야 끝났다. 1620년 부에노스아이레스는 교황 바오로 5세에 의해 주교좌 소재지, 즉 교구로 지정되었다. 그리하여 부에노스아이레스에 세워진 주 성당도 지위가 주교좌 성당으로 격상되었다.
1662년 이후, 당시 부에노스아이레스 교구장이었던 크리스토발 데 라 만차 이 벨라스코와 부에노스아이레스 시장 호세 마르티네즈 데 살라자르에 의해 대성당의 재건축이 실시되어 1671년에 완료되었다. 완공된 대성당은 오늘날과 같이 세 개의 네이브와 이를 덮은 나무 지붕과 탑으로 구성된 모습을 하고 있다. 그러나 질이 나쁜 건축 자재들을 사용했기 때문에 1680년대에 대성당의 탑과 지붕이 내려앉았다. 이후 1684년 아스코나 임베르토 주교의 지시로 대성당의 전체적인 재공사가 착수되었으며, 1695년 파사드의 면 보루 탑과 제의실 등이 거의 완공되면서 건물이 대략적인 모습을 갖추게 되었다.
18세기 초에 들어서면서 공사 속도가 늦춰졌으며, 첫 번째 탑만이 1721년경에 겨우 완공되었다. 두 번째 탑은 1722년에 공사가 개시되어 1725년에 완성되었다. 정면 파사드는 1725년~1727년에 이탈리아의 예수회원 조반니 비안키에 의해 재설계되었다. 새로 설계된 파사드는 이탈리아 르네상스 건축의 영향을 강하게 받은 형태를 하고 있었다.

### 최종적인 형태

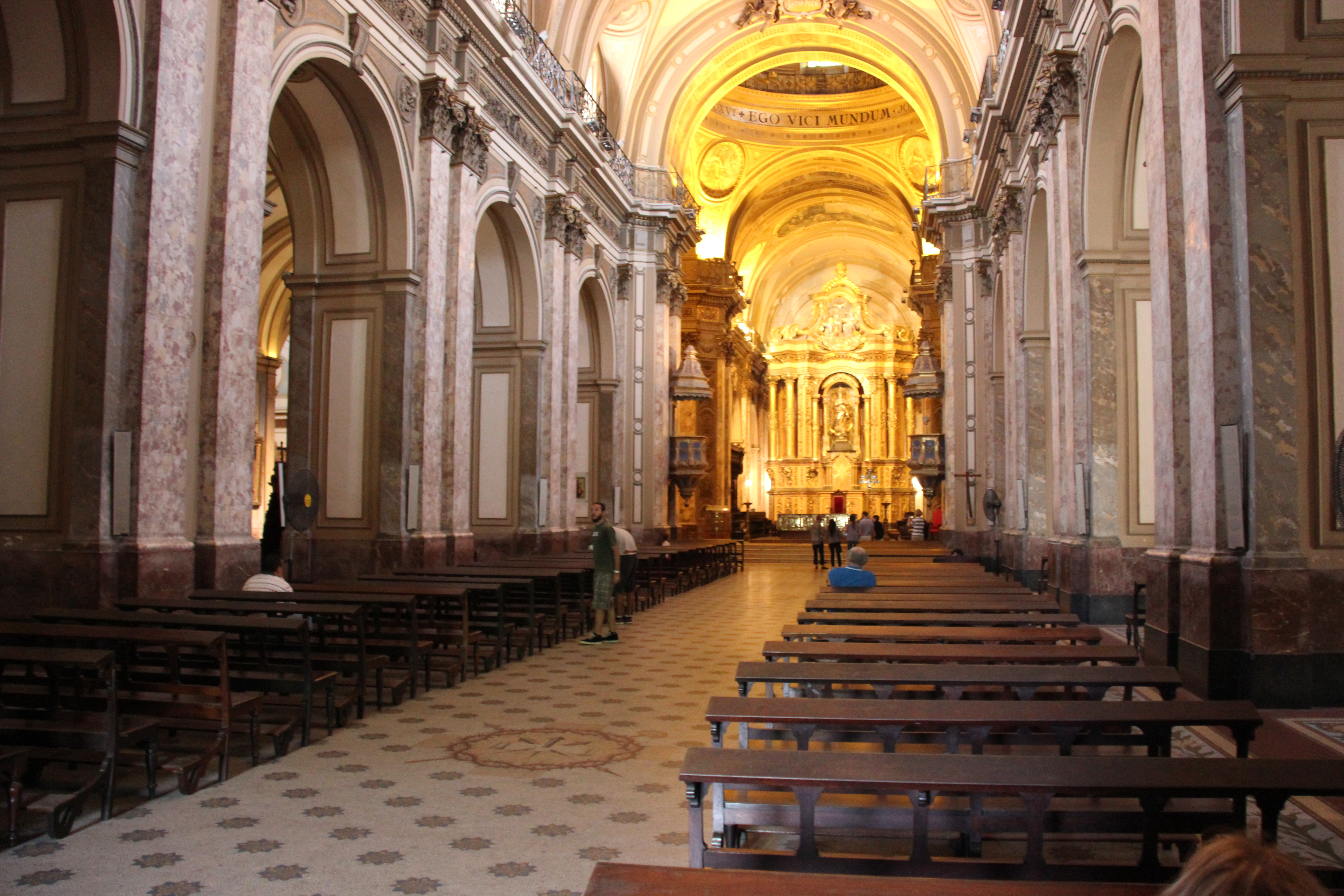
부에노스아이레스 대성당의 내부

1752년 5월 23일 밤에 대성당의 네이브가 붕괴되었다. 붕괴될 당시 파사드와 탑들은 무사했지만, 나머지 부분은 완전히 재건축해야만 했다. 이탈리아 건축가 안토니오 마셀라가 대성당 재건 계획의 총책임자로 임명되었으며, 1753년에 공사가 시작되었다. 마셀라는 반원통형의 궁륭 아래 네이브에 세 개의 복도와 더불어 대성당 내부 측면에 부속 경당들을 설치하는 등 이전의 대성당보다 훨씬 큰 규모의 장엄한 모습으로 설계하였다. 돔은 교차랑과 마주한 형태로 설계하였다. 그러나 돔이 거의 완성되기 직전에 균열이 발견되어 재건축해야만 했다. 마셀라는 총책임 자리에서 쫓겨나 관계자들로부터 고소되었지만, 나중에 무혐의로 풀려났다.
돔은 1770년 포르투갈의 건축가 알바레스 데 로차에 의해 재건되었다. 조반니 비안키의 설계로 건설된 파사드와 탑들은 새로 건축된 대성당의 비율과 맞지 않게 너무 작았기 때문에 어쩔 수 없이 1788년에 철거되었다. 포르투갈의 군사 기술자 호세 쿠스토지우 데 사 에 파리아는 각각 로코코 건축 양식과 신고전주의 건축 양식의 탑을 양쪽 끝에 둔 새로운 형태의 파사드 설계안을 제출하였으나, 재정적 문제 때문에 실현되지는 못하였다. 대성당은 파사드를 제외하고 1791년에 축성되었다.
파사드 건축은 19세기 초에 스페인의 건축가 토마스 토리비오에 의해 개시되었지만, 좀처럼 진전이 되지 않았다. 1821년 즈음에 부에노스아이레스 주지사인 마르틴 로드리게스와 그의 장관 베르나르디노 리바다비아의 주도로 대성당 완공 계획이 다시 속도를 내기 시작했다. 1826년 프랑스의 건축가 프로스퍼 카텔린과 피에르 베누아는 파리의 부르봉 궁전에서 영감을 받아 신고전주의 형태의 새로운 파사드를 건축하였다. 공사는 1827년에 일시적으로 중단되었다가 재개되었으며, 최종적으로 완공되기까지 느리게 진행되었다. 고전주의 건축 양식에서 영감을 받아 건립된 파사드는 가톨릭 성당이라기보다는 마치 고대 그리스 신전과 더 가까운 형태로서, 12개의 기둥과 삼각형의 페디먼트와 함께 높다란 주랑 현관으로 구성되었다. 나중에 두 개의 탑을 세우려는 계획이 있기는 했지만, 당초 설계도에는 탑에 대한 설계가 없었기 때문에 끝내 현실화되지 못했다.
파사드의 장식은 프랑스의 조각가 조셉 뒤브로디유가 1806년~1863년에 걸쳐 페디먼트에 양각을 새기면서 완료되었다. 페디먼트에 조각된 장면은 이집트에서 요셉이 자신의 형제들과 아버지 야곱과 해후하는 모습을 새긴 것으로, 몇 차례 내전을 겪은 후에 하나로 통합된 아르헨티나를 의미하기 위해 새긴 것이라고 한다. 뒤브로디유에 의해 주랑현관에 코린토스 양식의 기둥들을 세워지면서 대성당은 오늘날과 같은 형태로 자리잡게 되었다.

## 내부

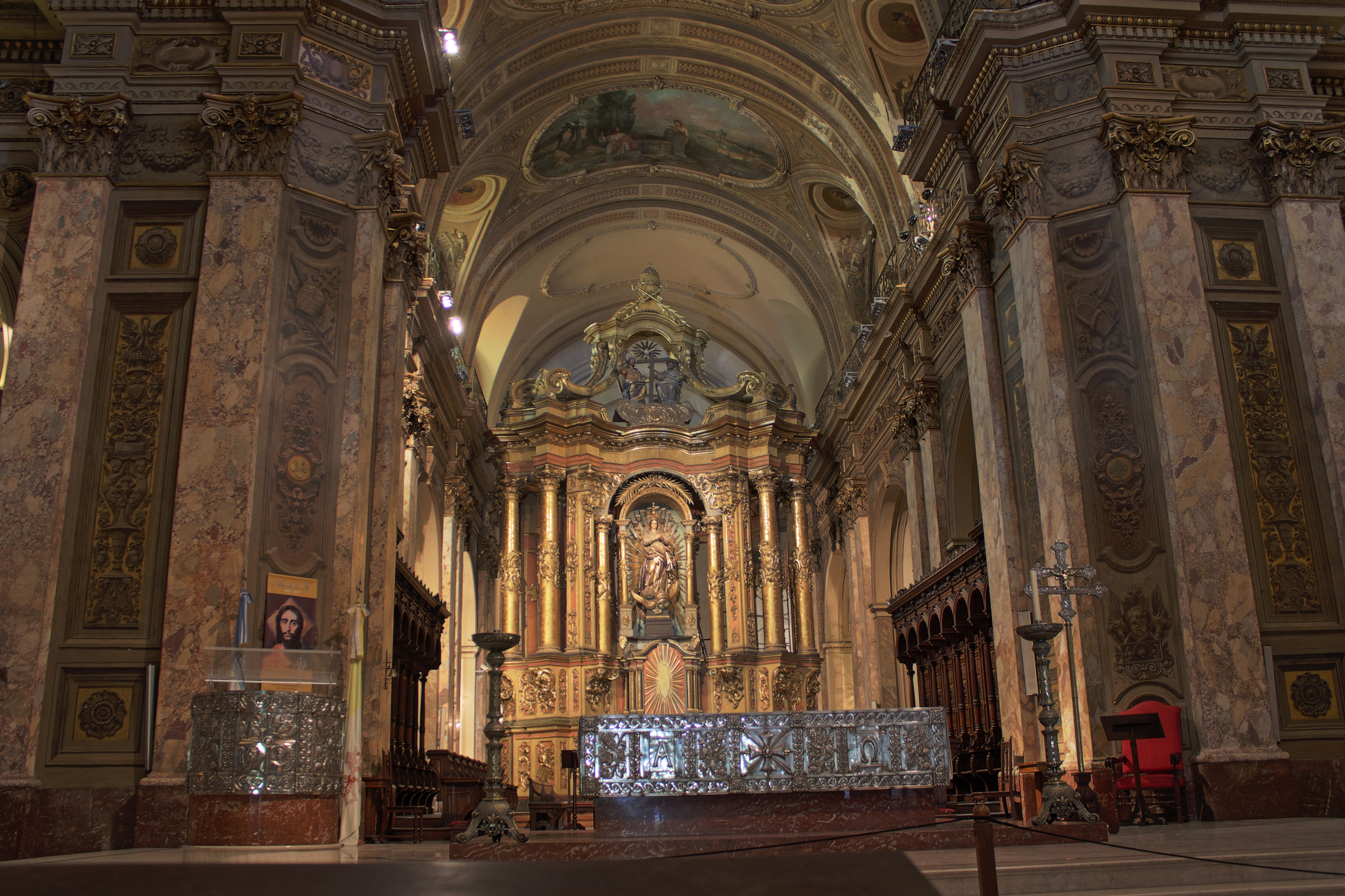
부에노스아이레스 대성당의 중앙 제대

대성당은 전체적으로 라틴 십자가 형태를 하고 있으며, 내부는 익랑과 연결된 세 개의 복도와 그에 딸린 부속 경당으로 구성되어 있다. 원래 내부는 제대 뒤쪽에 제대화만 걸려 있었지만, 19세기 말엽에 이탈리아의 화가 프란체스코 파올로 파리시에 의해 대성당의 벽과 천장에 성경에 나오는 장면들을 묘사한 프레스코화로 장식하였다. 1907년 대성당의 바닥은 이탈리아의 카를로 모라가 설계한 베네치아 양식의 모자이크화들로 장식되었다. 대성당 바닥에 대한 전체적인 보수 공사는 2004년에 시작하여 2010년에 마무리되었다.
대성당을 구성하는 요소 가운데 몇 가지는 식민지 시대부터 내려오는 것들도 있다. 그 가운데 가장 유명한 것은 금박을 입힌 목제 제대 뒤에 있는 로코코 양식의 조각품으로서, 1785년 스페인의 조각가 이시드로 로레아가 제작한 것이다. 제대 뒤의 조각품은 삼위일체 하느님과 그 아래에 성모 마리아상이 있는 형태를 하고 있다.

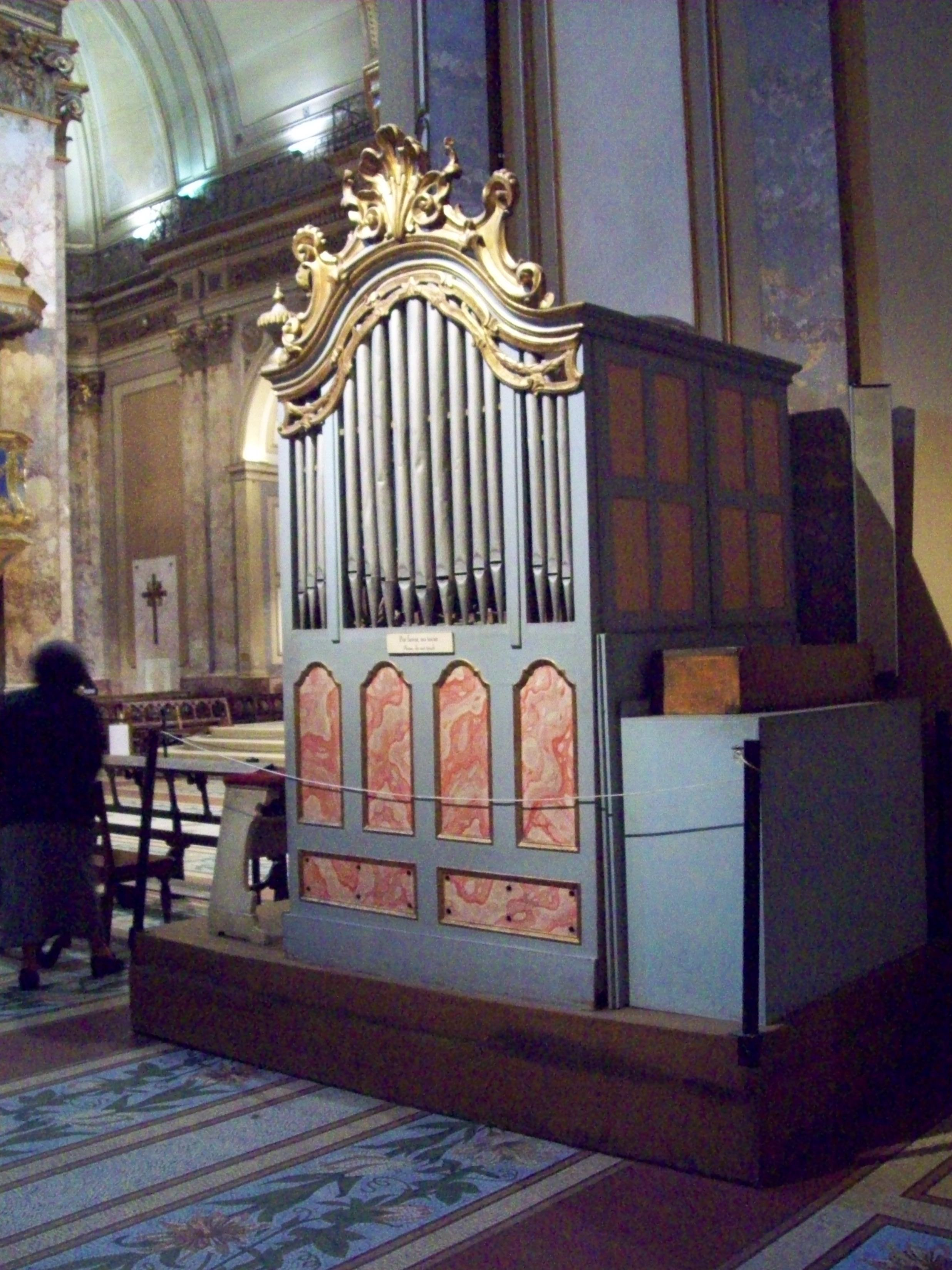
파이프 오르간

식민지 시대 때부터 내려온 또 한 가지 유명한 걸작품으로는 ‘부에노스아이레스의 그리스도’가 있다. 이 작품은 익랑의 측면 부분에 있는 부속 경당의 제대 장식품으로 전시되어 있는 것으로서, 십자가에 못박힌 그리스도의 모습으로 만들어졌다. 이 조각품은 1671년 포르투갈의 건축가 마누엘 도 코이토의 작품으로, 대성당에서 가장 오래된 요소이다. 현지 신자들의 말에 의하면, 18세기에 부에노스아이레스에 홍수가 일어났을 때 이 십자고상이 기적을 일으켜 도시를 구했다고 한다.
대성당의 강론대는 과도기의 로코코-신고전주의 양식으로 1789년~1790년에 걸쳐 스페인의 조각가 후안 안토니오 가스파르 에르난데스가 만든 것이다. 안토니오 가스파르 에르난데스는 훗날 1799년에 부에노스아이레스에 첫 예술 학교를 설립하였다.
대성당의 성가대에서 사용하는 파이프 오르간은 발커 오르간(Opus 263)이다. 이 독일제 파이프 오르간은 3500개 이상의 파이프가 있으며, 제작 당시 구할 수 있는 가장 좋은 재료들로 만든 것이다. 이 오르간 연주자 중에 가장 유명한 이는 엔리케 리몰디로서, 훗날 명예직으로서 정기적으로 자유롭게 오르간 연주회를 열곤 하였다.

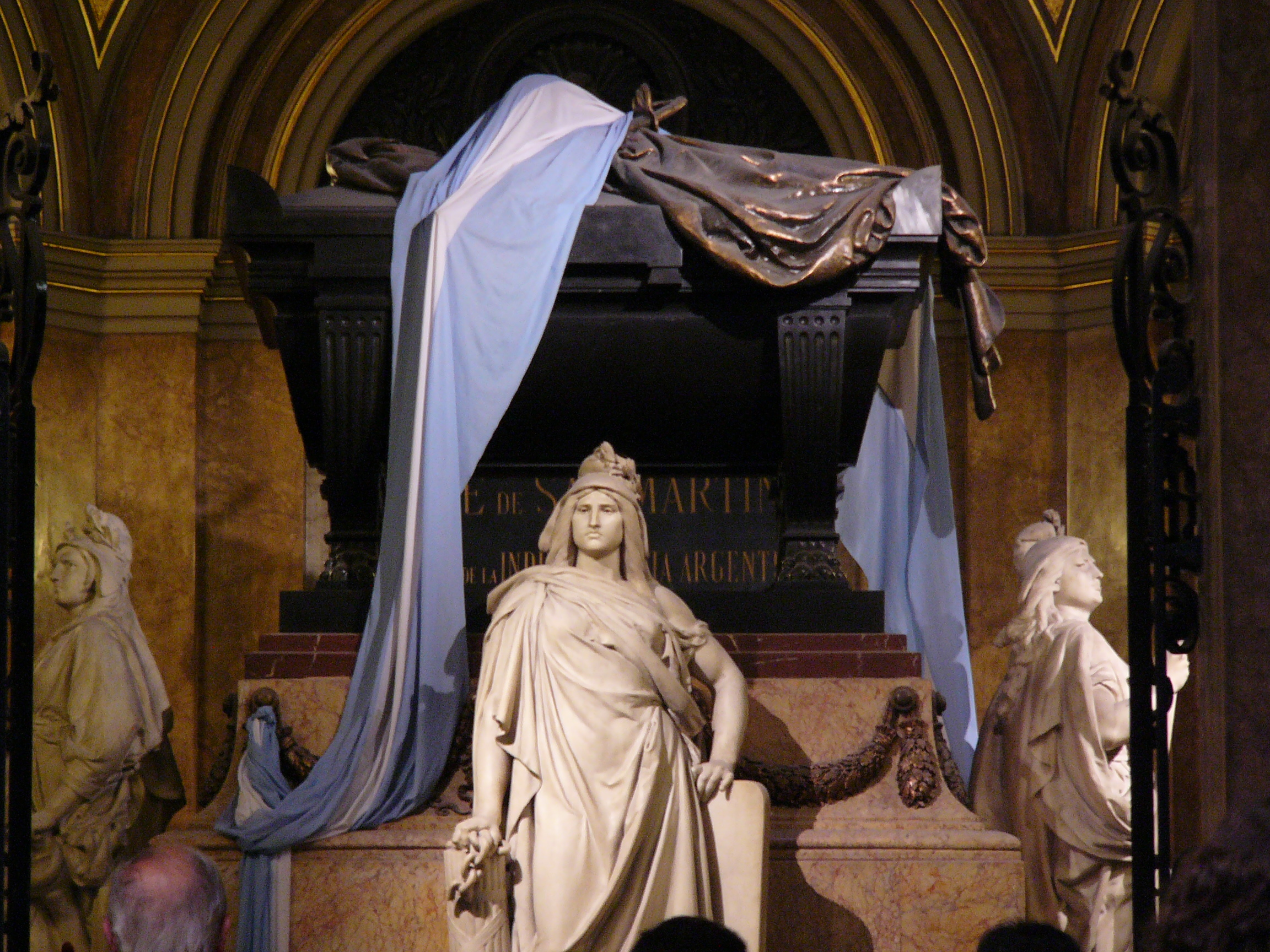
호세 데 산 마르틴의 무덤

### 산 마르틴 장군의 무덤
1880년 프랑스에 있던 호세 데 산 마르틴 장군의 시신이 아르헨티나로 와서, 부에노스아이레스 대성당 오른쪽 통로와 연결된 자리에 마련한 무덤에 이장되었다. 산 마르틴 장군의 무덤은 특별히 프랑스의 조각가 알베르트 에르네스트 카리에 벨뢰즈가 설계하여, 여러 가지 색상의 대리석으로 만들었다. 산 마르틴 장군에 의해 해방된 세 지역인 아르헨티나와 칠레, 페루를 상징하는 여인상 세 개가 에워싼 가운데, 그의 시신이 안치된 검은색 석관이 드높여진 모양을 하고 있다. 대성당에는 산 마르틴 장군 외에도 후안 그레고리오 데 라스 에라스와 토마스 구이도 장군들의 무덤 그리고 무명 용사의 무덤 또한 안치되어 있다.

## 같이 보기
- 마요 광장